# Aphelinus chaonia
Aphelinus chaonia är en stekelart som beskrevs av Walker 1839. Aphelinus chaonia ingår i släktet Aphelinus och familjen växtlussteklar. Arten är reproducerande i Sverige. Inga underarter finns listade i Catalogue of Life.